# David Artemjevič Deljanov
David Artemjevič Deljanov (rusko Давид Артемьевич Делянов), ruski general armenskega rodu, * 1763, † 1837.
Bil je eden izmed pomembnejših generalov, ki so se borili med Napoleonovo invazijo na Rusijo; posledično je bil njegov portret dodan v Vojaško galerijo Zimskega dvorca.

## Življenje
Izhajal je iz armenske plemiške družine, ki je prejela rusko diplomo (o sprejetju med rusko plemstvo) leta 1829. 22. avgusta 1773 je vstopil v Narški karabinjerski polk in bil 7. januarja 1786 premeščen kot podporočnik v Voroneški pehotni polk. Z njim se je udeležil bojev na Poljskem (1792, 1794 in 1806-07). 12. decembra 1807 je bil povišan v polkovnika. 
27. januarja 1801 je postal poveljnik Sumiskega huzarskega polka, s katerim se je udeležil bojev proti Francozom leta 1812. 28. avgusta istega leta je bil hudo ranjen, zaradi česar je zapustil vojaško službo. A že čez leto, avgusta 1813, je bil aktiviran in bil 15. septembra istega leta povišan v generalmajorja. Od 25. decembra 1815 je bil poveljnik 2. brigade 2. dragonske divizije. 8. februarja 1823 je postal poveljnik 2. brigade 2. huzarske divizije.
30. decembra 1833 je bil upokojen zarad zdravstvenih težav (vsled starih ran).